# مزهر الشاوي
مزهر إسماعيل الشاوي (1908 - 1984). ولد في بغداد وعاش في العراق وبريطانيا. تلقى تعليمه الابتدائي والثانوي في بغداد، ثم التحق بالكلية العسكرية 1 ايلول 1926.انتقل إلى بريطانيا ملتحقًا بالكلية العسكرية البريطانية في ساند هيرست وتخرج فيها برتبة ملازم ثان (1929) ثم التحق بكلية الأركان (1936) وتخرج فيها 1937م، أوفد بعدها إلى كلية الأركان البريطانية وتخرج فيها، ثم التحق بدورة الضباط الأقدمين في بريطانيا (1947).تقلد عدة مناصب في الجيش، منها: قيادة لواء المشاة الثالث، وآمرية كلية الأركان وقيادة الفرقة الأولى.
شارك في عدة حركات عسكرية، منها: حركة 1941 (ثورة رشيد عالي الكيلاني)، وحركات برزان، كما قاتل في فلسطين (1948). عين بعد ثورة 14 يوليو 1958م
مديرًا عامًا لمصلحة الموانئ العراقية، حتى أعفي منها بعد ثورة 14 رمضان - 1963. وفي 14 تموز أحيل على التقاعد على وفق الفقرة (آ) من المادة الثالثة من قانون التقاعد العسكري بموجب المرسوم الجمهوري 186 في 6 اب 1958.

## التاريخ العسكري

### الدورات والالتحاقات والكليات التي اشترك فيها
- المدرسة العسكرية الملكية في ساند هرست في بريطانية.
- الدورة الخامسة عشر لرشاشات فيكرس
- دورة الاستخبارات في الهند.
- دورة الاستخبارات في 26 نيسان 1932
- دورة الاركان (العراقية) الثالثة وتخرج بدرجة (آ)، ودورة أركان كمبرلي في بريطانية.
- دورة الحروب الجبلية للضباط الاقدمين.
- دورة الاقدمين في رايات.
- دورة الاقدمين الرابعة في بريطانية.

### ابرز المناصب التي شغلها
- آمر فصيل مشاة
- ضابط استخبارات في مقر المنطقة الجنوبية.
- ضابط استخبارات وزارة الدفاع.
- نائب مساعد الفوج الخامس.
- مساعد آمر مشاة المنطقة الشمالية.
- معلم بكلية الاركان.
- ضابط ركن في دائرة الحركات.
- ضابط ركن الأول في الفرقة الرابعة.
- آمر الفوج الأول اللواء الثالث.
- آمر الفوج الثالث اللواء الخامس.
- آمر جحفل اللواء الثالث.
- آمر كلية الاركان.
- قيادة الفرقة الأولى (وكالة). 7ايلول 1956 - 6 ايلول 1957 م.

المعاون الإداري لرئيس اركان الجيش.
- مدير الموانئ العام.

## الأوسمة والمكافآت
- منح نوط الشجاعة.
- منح وسام الرافدين من الدرجة الخامسة ومن النوع العسكري.
- ترقية وسام الرافدين من الدرجة الخامسة إلى الدرجة الرابعة.
- منح نوط الخدمة الفعلية.
- منح نوط الحرب والنصر.
- منح نوط فيصل الثاني.
- ترقية وسام الرافدين من الدرجة الرابعة إلى الدرجة الثالثة.
- منح نوط الإنقاذ.
- منح نوط الشرطة للخدمة الممتازة.